# West Point Grey
 (février 2024).
Si vous disposez d'ouvrages ou d'articles de référence ou si vous connaissez des sites web de qualité traitant du thème abordé ici, merci de compléter l'article en donnant les références utiles à sa vérifiabilité et en les liant à la section « Notes et références ».
West Point Grey est un quartier de l'ouest de Vancouver, au Canada, délimité par 16th Avenue au sud, Alma Street à l'est, la baie des Anglais (English Bay) au nord et Blanca Street à l'ouest.